# Michigansee

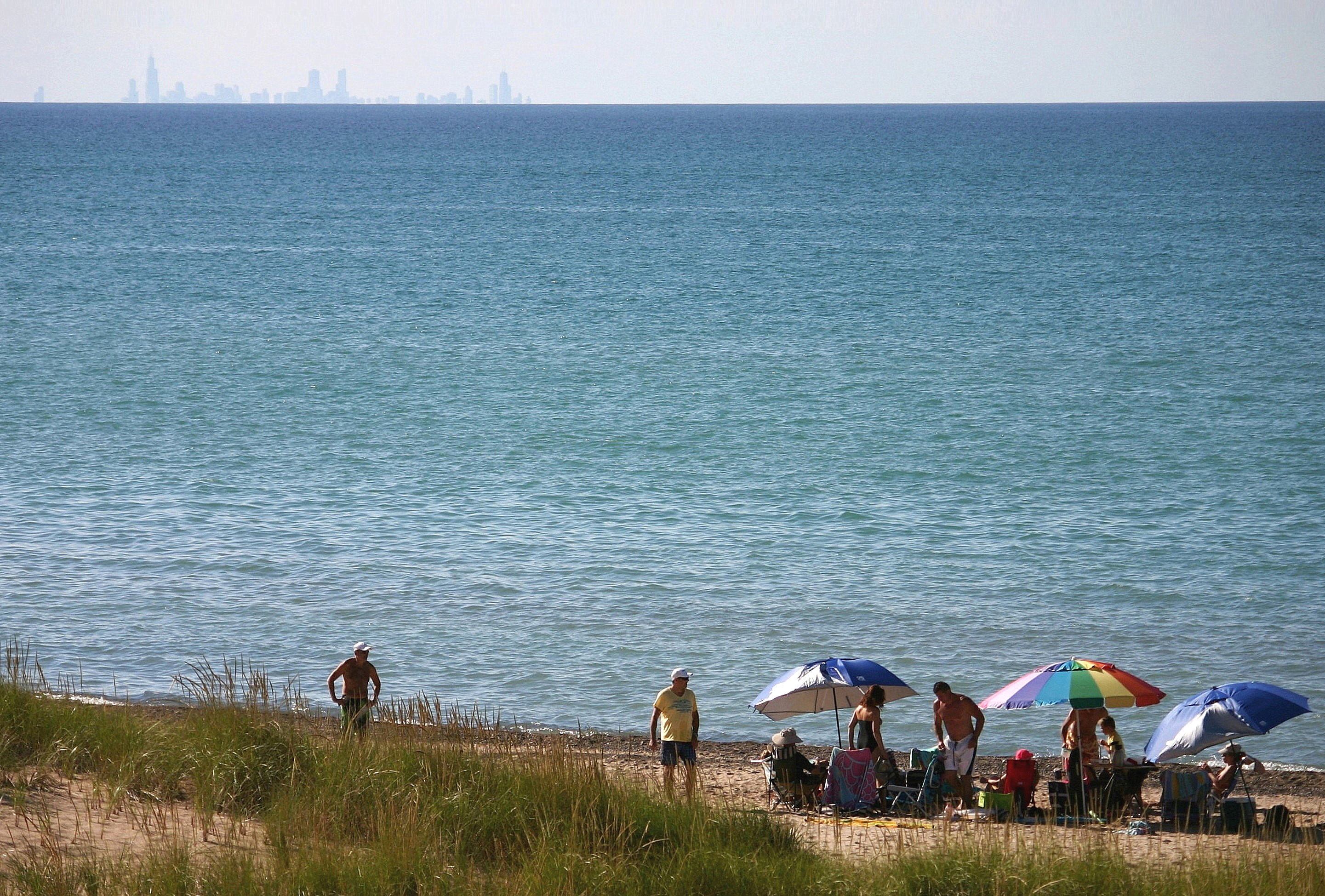
Chicago-Silhouette am Horizont (Blick vom Ostufer in Richtung Westufer des Michigansees)

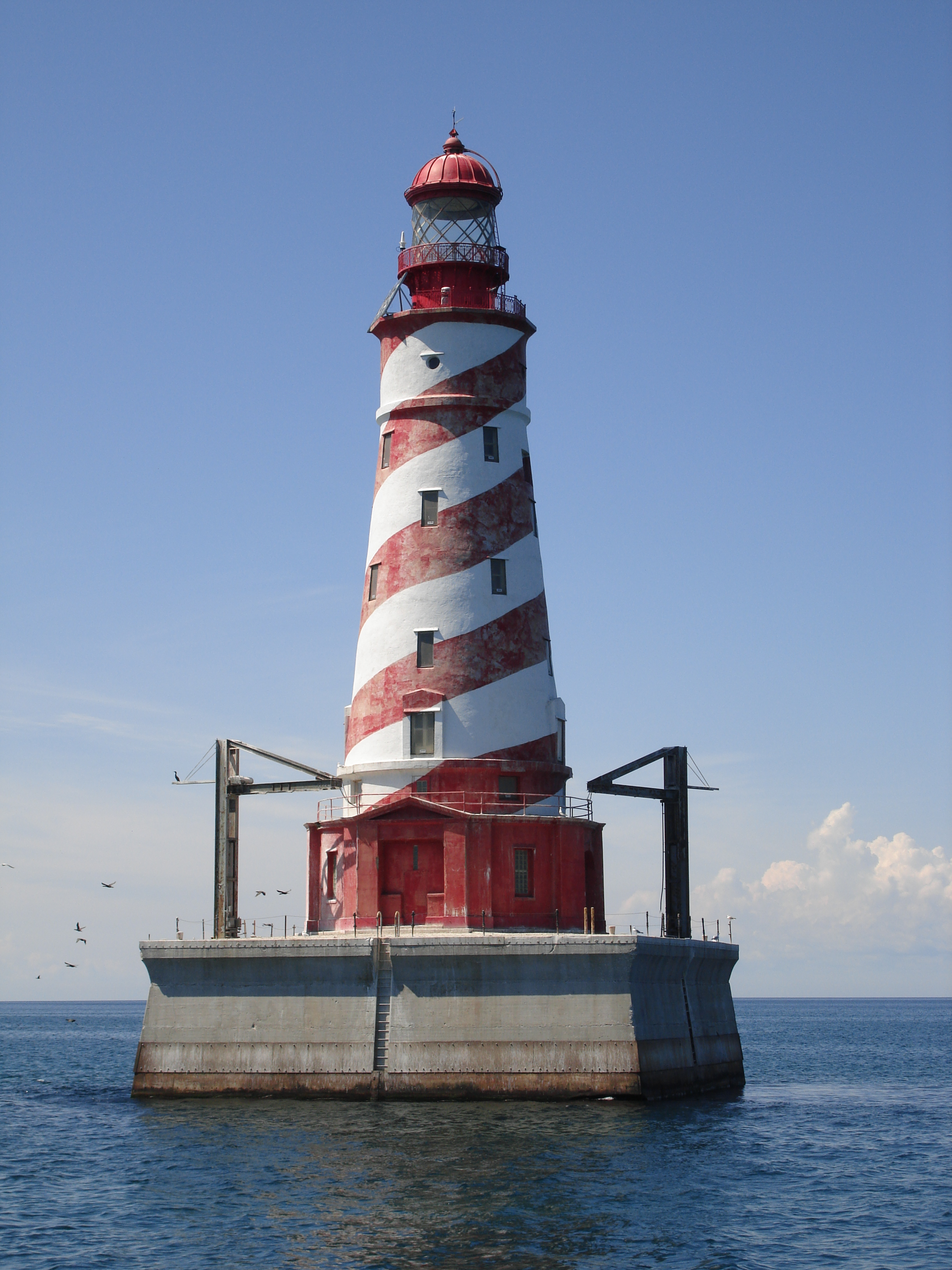
Im Michigansee gelegener Leuchtturm White Shoal Light

Der Michigansee [ˈmɪʃɪgənˌzeː] (engl. Lake Michigan) gehört zur Gruppe der fünf Großen Seen Nordamerikas. Er liegt 176 m hoch, hat eine Fläche von 58.016 km² (zum Vergleich: die Schweiz hat eine Fläche von 41.287 km², der Bodensee 536 km²) und eine maximale Wassertiefe von 281 m. Seine Länge beträgt 494 km, seine Breite 190 km und das Ufer erstreckt sich über 2633 km. Als einziger der Großen Seen liegt er vollständig in den USA, er grenzt an die Bundesstaaten Indiana, Illinois, Wisconsin und Michigan.
Der Name Michigansee leitet sich wahrscheinlich von mishi-gami ab, was in der Sprache der Anishinabe-Indianer so viel wie großes Gewässer (engl. great water) bedeutet. Der Name des Bundesstaates Michigan ist wiederum dem Namen des Sees entlehnt. Auf einigen älteren Karten ist noch der Name Lake Illinois zu lesen.
Durch die Mackinacstraße (engl. Straits of Mackinac) ist der Michigansee mit dem Huronsee verbunden. Hydrologisch handelt es sich bei Michigan- und Huronsee aber um einen einzigen See, die Mackinacstraße ist mit ca. 6 km Breite die engste Stelle. Dementsprechend gibt es dort auch kein Gefälle. Höhenunterschiede zwischen beiden Seen sind durch Gezeiten bedingt. Das so hydrologisch auch als Lake Michigan–Huron bezeichnete Gewässer ist nach dem Kaspischen Meer der zweitgrößte See der Erde nach Fläche bzw. der flächengrößte Süßwassersee.
Die Strände von Nordmichigan sind die einzigen Strände weltweit, an denen man Petoskey-Steine finden kann.
1838 wurde begonnen, den Clinton-Kalamazoo-Kanal zum Lake St. Clair zu bauen, der jedoch nie fertiggestellt wurde.
Am Ostufer des Sees befindet sich das Naturschutzgebiet Sleeping Bear Dunes.
Am Ostufer befindet sich auch das Pumpspeicherkraftwerk Ludington.

## Städte
Entlang des Ufers des Michigansees leben etwa 12 Millionen Menschen. Die Südspitze des Sees ist stark industrialisiert. Städte mit mehr als 30.000 Einwohnern entlang des Ufers sind:
- Wisconsin
  - Green Bay
  - Kenosha
  - Manitowoc
  - Milwaukee
  - Racine
  - Sheboygan
- Illinois
  - Chicago
  - Evanston
  - Highland Park
  - Waukegan
- Indiana
  - Gary
  - Hammond
  - Michigan City
  - Portage
- Michigan
  - Muskegon

## Schutzgebiete
Rund um den Michigansee befinden sich etliche Schutzgebiete, wie der Sleeping Bear Dunes National Lakeshore. Eine Übersicht findet sich in nachfolgender Aufstellung:
- Chicago Park District Beaches
- Duck Lake State Park
- Fayette Historic State Park
- Fisherman’s Island State Park
- Grand Haven State Park
- Grand Mere State Park
- Harrington Beach State Park
- Holland State Park
- Hoffmaster State Park
- Illinois Beach State Park
- Indian Lake State Park
- Indiana-Dunes-Nationalpark
- Indiana Dunes State Park
- Ludington State Park
- Leelanau State Park
- Mears State Park
- Muskegon State Park
- Newport State Park
- Orchard Beach State Park
- Peninsula State Park
- Saugatuck Dunes State Park
- Silver Lake State Park
- Traverse City State Park
- Terry Andrae State Park
- Van Buren State Park
- Warren Dunes State Park
- Wells State Park
- Wilderness State Park

## Schifffahrt
Der Schifffahrtsverkehr auf dem Michigansee hat Tradition. Im 21. Jahrhundert findet der Verkehr hauptsächlich mit modernen Fähren und Frachtschifffahrt statt. Ein Oldtimer der Schifffahrt auf dem Michigansee ist die City of Milwaukee.

### Schiffsunglücke
Auf dem Michigansee ereigneten sich einige der schwersten Schiffsunglücke in der amerikanischen Geschichte, die heftigen Niederschlag in zeitgenössischen Medien fanden, für viel Aufruhr sorgten und teilweise Einfluss auf neue Sicherheitsvorschriften hatten.
Am 22. November 1847 kam es durch überhitzte Dampfkessel auf dem Raddampfer Phoenix zu einem Brand, der das Schiff zerstörte und sinken ließ; ca. 250 Menschen starben. Am 24. September 1856 ereignete sich mit dem Untergang der Niagara mit 60 bis 70 Toten (die Quellen gehen auseinander) eines der schwersten Transportunglücke des Bundesstaats Wisconsin. Am 8. September 1860 kam es auf dem Michigansee zum bisher schwersten Schiffsunglück in der Geschichte der Großen Seen, als der Raddampfer Lady Elgin nach der Kollision mit einem Schoner unterging. Etwa 400 Menschen kamen ums Leben.

## Ökologie
Anfang 2024 machte die Quagga-Dreikantmuschel 90 % der Biomasse im See aus – mit seiner hohen Invasivität verdrängt das vermutlich in den 1990er-Jahren hier eingeschleppte Neozoon andere Tierarten.